# Chính sách thị thực của Myanmar

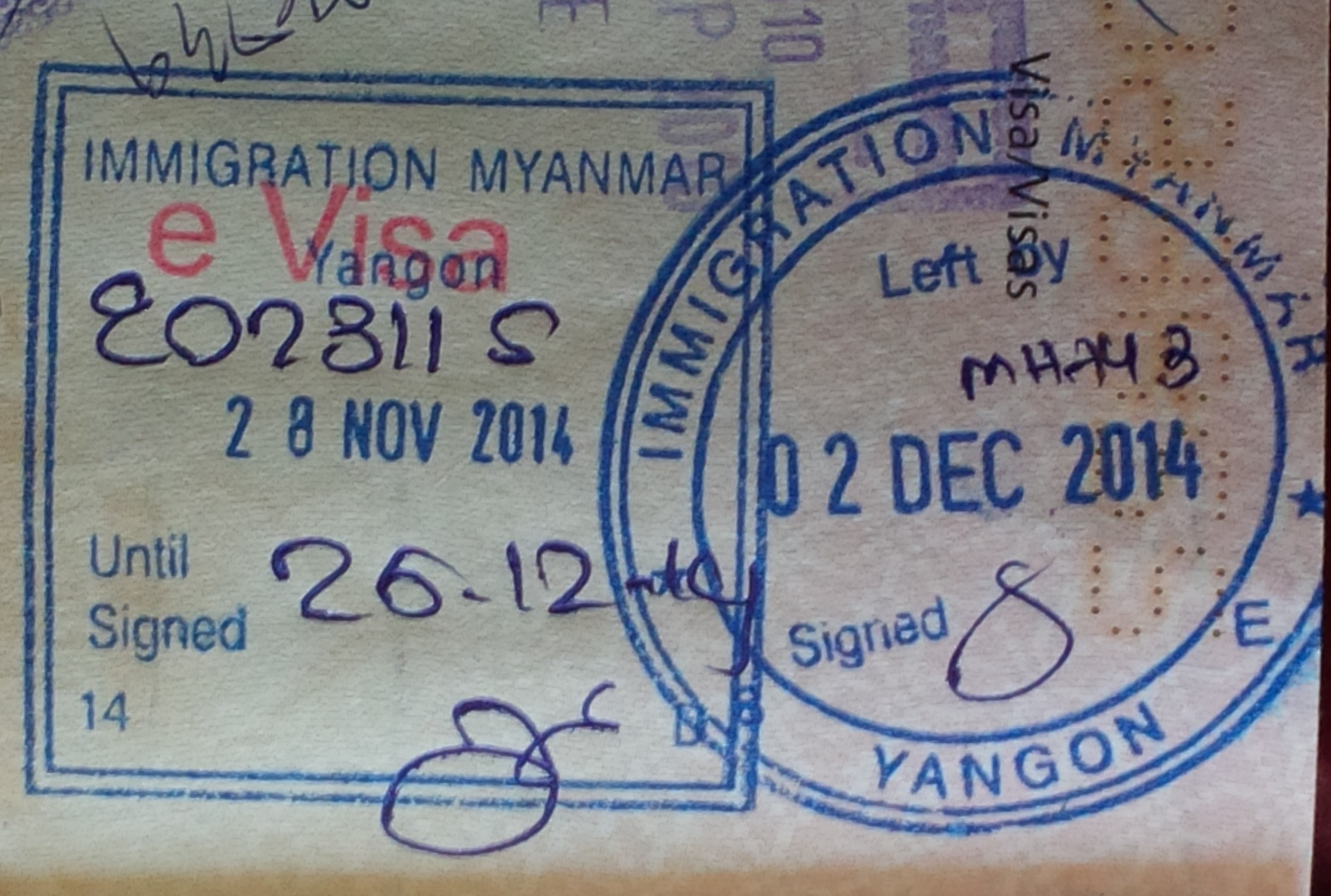
Dấu hộ chiếu

Một người ngoại quốc muốn vào Myanmar phải xin thị thực trừ họ là công dân của một trong những quốc gia được miễn thị thực. Tất cả du khách phải có hộ chiếu hợp lệ trong 6 tháng.

## Bản đồ chính sách thị thực

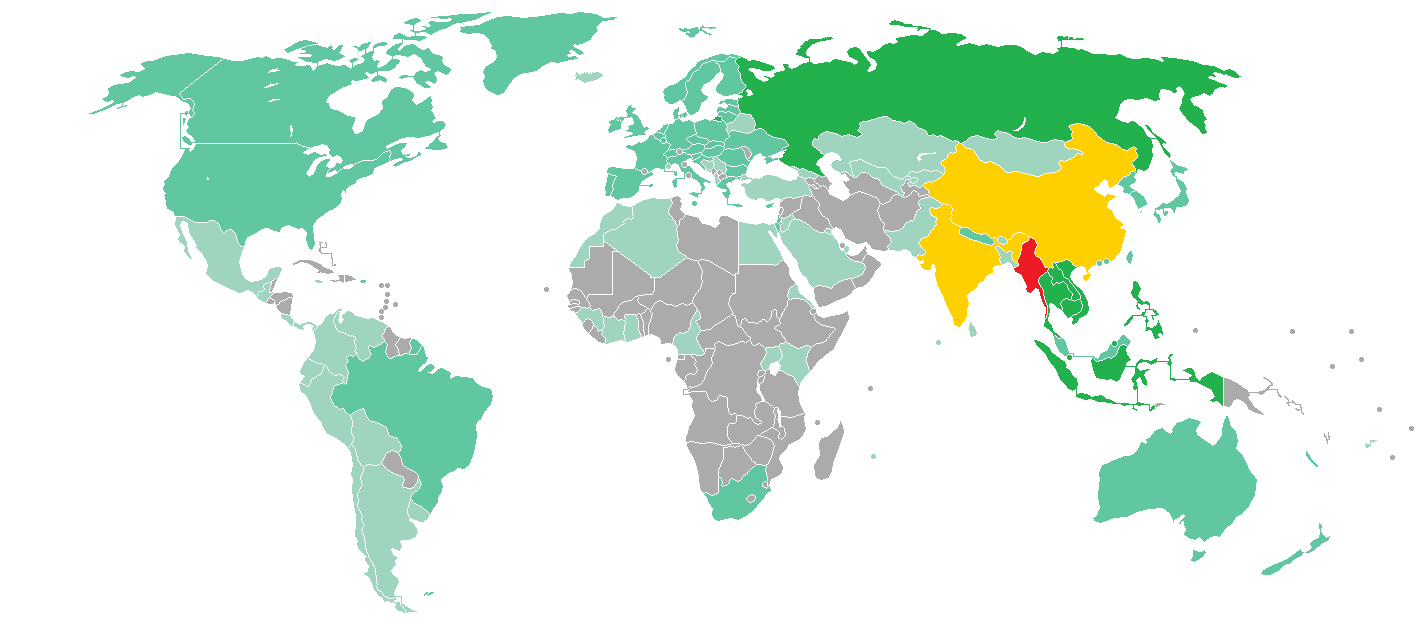
Chính sách thị thực của Myanmar
Myanmar
Miễn thị thực (14 ngày - 30 ngày cho Singapore) hoặc thị thực điện tử cho du lịch hoặc công tác (28 ngày)
Thị thực điện tử cho du lịch hoặc công tác
Thị thực điện tử cho du lịch
Yêu cầu thị thực

## Miễn thị thực
Người sở hữu hộ chiếu phổ thông được cấp bởi 8 quốc gia sau không cần thị thực để vào Myanmar để du lịch và công tác lên đến 14 ngày trừ khi có chú thích:
| - Brunei - Campuchia - Indonesia - Lào - Philippines - Singapore (30 ngày) - Thái Lan (chỉ đến từ đường hàng không) - Việt Nam |

## Thị thực điện tử
Myanmar đưa hệ thống thị thực điện tử vào hoạt động ngày 1 tháng 9 năm 2014. Thị thực điện tử được phát hành trực tuyến chỉ cho mục đích du lịch và công tác. Thị thực điện tử được cấp trong vòng 3 ngày làm việc, có hiệu lực 90 ngày kể từ ngày phát hành và cho phép ở lại lên đến 28 ngày (cho khách du lịch) hoặc 70 ngày (cho người công tác). Lệ phí thị thực điện tử để công tác là 70 đô la Mỹ, trong khi thị thực điện tử du lịch có giá 50 đô la Mỹ.
Danh sách các quốc gia đủ điều kiện được mở rộng hai lần, lần đầu vào tháng 10 năm 2014, sau đó vào tháng 1 năm 2015. Vào tháng 7 năm 2015 thị thực điện tử cho người đi công tác được bắt đầu.
Người sở hữu thị thực điện tử phải nhập cảnh từ một trong các cửa khẩu sau:
- Sân bay quốc tế Yangon
- Sân bay Naypyidaw
- Sân bay quốc tế Mandalay
- Biên giới Tachileik
- Biên giới Myawaddy
- Biên giới Kawthaung

Công dân của các nước sau đây có đủ điều kiện:
| - All Công dân Liên minh châu Âu# \| - Albania - Algeria - Argentina - Úc2 - Bangladesh - Belarus - Bhutan - Bolivia - Bosna và Hercegovina - Brasil - Brunei1 - Campuchia1 - Cameroon - Canada2 - Chile - Trung Quốc2 - Colombia - Costa Rica \| - Bờ Biển Ngà - Ecuador - Ai Cập - Eritrea - Fiji - Georgia - Ghana - Guatemala - Guinea - Hồng Kông - Iceland - Ấn Độ2 - Indonesia1 - Israel2 - Jamaica - Nhật Bản2 - Jordan - Kazakhstan \| - Kenya - Triều Tiên2 - Hàn Quốc2 - Kuwait - Kyrgyzstan - Lào1 - Maldives - Ma Cao - Malaysia - Mauritius - México - Monaco - Mông Cổ - Maroc - Nepal2 - New Zealand2 - Na Uy2 - Pakistan \| - Peru - Philippines1 - Qatar - Nga - Ả Rập Saudi - Serbia - Nam Phi - Sri Lanka - Thụy Sĩ2 - Đài Loan2 - Thái Lan1 - Thổ Nhĩ Kỳ - Uganda - Ukraina - Hoa Kỳ2 - Uruguay - Uzbekistan - Việt Nam1 \| | | | |
| - Albania - Algeria - Argentina - Úc2 - Bangladesh - Belarus - Bhutan - Bolivia - Bosna và Hercegovina - Brasil - Brunei1 - Campuchia1 - Cameroon - Canada2 - Chile - Trung Quốc2 - Colombia - Costa Rica | - Bờ Biển Ngà - Ecuador - Ai Cập - Eritrea - Fiji - Georgia - Ghana - Guatemala - Guinea - Hồng Kông - Iceland - Ấn Độ2 - Indonesia1 - Israel2 - Jamaica - Nhật Bản2 - Jordan - Kazakhstan | - Kenya - Triều Tiên2 - Hàn Quốc2 - Kuwait - Kyrgyzstan - Lào1 - Maldives - Ma Cao - Malaysia - Mauritius - México - Monaco - Mông Cổ - Maroc - Nepal2 - New Zealand2 - Na Uy2 - Pakistan | - Peru - Philippines1 - Qatar - Nga - Ả Rập Saudi - Serbia - Nam Phi - Sri Lanka - Thụy Sĩ2 - Đài Loan2 - Thái Lan1 - Thổ Nhĩ Kỳ - Uganda - Ukraina - Hoa Kỳ2 - Uruguay - Uzbekistan - Việt Nam1 |

Chú thích:

1 - Quốc gia được miễn thị thực và được làm thị thực điện tử cho du lịch/công tác.

2 - Quốc gia được xin thị thực công tác/du lịch.

# - Công dân Anh cùng với các công dân EU khác có thể xin thị thực điện tử công tác/du lịch. Tất cả quốc tịch Anh khác chỉ có thể xin thị thực để du lịch.

Không chú thích - Các quốc gia chỉ có thể xin thị thực điện tử để du lịch.

## Hộ chiếu không phổ thông
Người sở hữu hộ chiếu ngoại giao và công vụ của Bangladesh, Ecuador, Brasil, Brunei, Campuchia, Trung Quốc, Colombia, Ấn Độ, Indonesia, Triều Tiên, Hàn Quốc, Lào, Malaysia, Mông Cổ, Philippines, Nga, Singapore, Sri Lanka, Thái Lan và Việt Nam không cần thị thực Myanmar.

## Thống kê
Hầu hết đu khách đến Myanmar ngắn hạn đến từ các quốc gia sau:
| Thứ hạng | Quốc gia       | 2015    | 2014    | 2013    | 2012   | 2011   |
| -------- | -------------- | ------- | ------- | ------- | ------ | ------ |
| 1        | Thái Lan       | 204.539 | 198.229 | 139.770 | 94.342 | 61.696 |
| 2        | Trung Quốc     | 147.977 | 125.609 | 90.550  | 70.805 | 62.018 |
| 3        | Nhật Bản       | 90.312  | 83.434  | 68.671  | 47.690 | 21.321 |
| 4        | Hoa Kỳ         | 69.015  | 62.631  | 53.653  | 37.589 | 21.680 |
| 5        | Hàn Quốc       | 63.715  | 58.472  | 54.934  | 34.805 | 22.524 |
| 6        | Singapore      | 45.125  | 47.692  | 39.140  | 26.296 | 15.391 |
| 7        | Pháp           | 47.235  | 41.453  | 35.462  | 30.064 | 19.414 |
| 8        | Vương quốc Anh | 45.120  | 40.921  | 33.203  | 24.296 | 11.056 |
| 9        | Malaysia       | 40.852  | 46.534  | 39.758  | 30.499 | 23.287 |
| 10       | Đài Loan       | 31.735  | 32.664  | 30.699  | 22.060 | 15.542 |
| 11       | Ấn Độ          | 34.638  | 32.306  | 21.042  | 16.868 | 12.318 |
| 12       | Đức            | 35.727  | 32.265  | 27.712  | 23.063 | 14.006 |
| 13       | Úc             | 30.820  | 29.175  | 11.728  | 18.261 | 10.415 |
| 14       | Ý              | 14.821  | 12.613  | 11.728  | 10.830 | 9.710  |
| 15       | Canada         | 14.051  | 12.268  | 8.975   | 6.485  | 3.685  |